# Freccia del Brabante 1979
La Freccia del Brabante 1979, diciannovesima edizione della corsa, si svolse il 25 marzo su un percorso di 166 km, con partenza a Sint-Genesius-Rode e arrivo ad Alsemberg. Fu vinta dal belga Daniel Willems della squadra Ijsboerke-Warncke Eis davanti all'olandese Gerrie Knetemann e all'altro belga Eddy Schepers.

## Ordine d'arrivo (Top 10)
| Pos. | Corridore         | Squadra                 | Tempo    |
| ---- | ----------------- | ----------------------- | -------- |
| 1    | Daniel Willems    | Ijsboerke-Warncke Eis   | 4h17'00" |
| 2    | Gerrie Knetemann  | Ti-Raleigh-Mc Gregor    | a 5"     |
| 3    | Eddy Schepers     | Daf Trucks-Aida         | a 7"     |
| 4    | Michel Pollentier | Splendor-Euro Soap      | s.t.     |
| 5    | Bert Oosterbosch  | Ti-Raleigh-Mc Gregor    | s.t.     |
| 6    | Willem Peeters    | Safir-St.Louis-Ludo     | s.t.     |
| 7    | Fons De Wolf      | Lano-Boule d'Or         | a 27"    |
| 8    | Henk Lubberding   | Ti-Raleigh-Mc Gregor    | a 36"    |
| 9    | Willy Maessen     | Lano-Boule d'Or         | s.t.     |
| 10   | Marcel Laurens    | Marc Zeep Savon-Superia | s.t.     |